# Carlos Corral Salvador
Carlos Corral Salvador (Herrera de Pisuerga, Palencia, 5 de diciembre de 1929-Salamanca, 19 de marzo de 2021) fue un teólogo y jurista español, perteneciente a la Compañía de Jesús. Era experto en relaciones Iglesia-Estado, Sociedad Civil y Sociedad Religiosa, Derecho Internacional, Derecho Canónico y Derecho Eclesiástico del Estado, disciplinas que explicó durante casi medio siglo en la Universidad Complutense de Madrid, en la Universidad Pontificia Comillas y en la Pontificia Universidad Gregoriana. Formó parte de la Comisión de Libertad Religiosa del Ministerio de Justicia.

## Datos biográficos y académicos
Licenciado en Filosofía (1949) y en Teología (1953) por la Universidad Pontificia Comillas, licenciado (1958) y doctor (1960) en Derecho Canónico por la Pontificia Universidad Gregoriana y licenciado (1964) y doctor (1971) en Derecho por la Universidad Complutense de Madrid, fue ordenado sacerdote en 1953, año en el que ingresó en la Compañía de Jesús. Fue profesor de la Universidad Pontificia Comillas de Madrid de 1960 hasta su jubilación en 1999. En 1964 se incorporó a la Universidad Complutense de Madrid como profesor de la Facultad de Ciencias Políticas y Sociología, enseñando hasta 2004. Cada lunes, desde 2006, ejerció la enseñanza en su tribuna de Periodista Digital. Fue doctor honoris causa por la Universidad Javeriana de Bogotá. Colaboró en las revistas Miscelánea Comillas de la Universidad Pontificia Comillas de Madrid, Estudios Eclesiásticos de las Facultades de Teología de la Compañía de Jesús en España y Periódica de la Pontificia Universidad Gregoriana.

## Cargos extra docentes, académicos y de investigación
Fue vicedecano de la Facultad de Derecho Canónico de la Universidad Pontificia Comillas de Madrid desde 1967 hasta 1984. En 1984 entró a formar parte del claustral de la Universidad Complutense de Madrid tras ser elegido por la Facultad de Ciencias Políticas y Sociología. Fue miembro de la Comisión de Libertad Religiosa del Ministerio de Justicia (1996-2002) y de la Junta de Asuntos Jurídicos de la Conferencia Episcopal Española desde su creación en 1982 hasta 1999. Fue miembro Correspondiente de la Real Academia de Legislación y Jurisprudencia, de la Asociación Nacional Española de Profesores de Derecho Internacional y Relaciones Internacionales y de la Asociación Española de Canonistas. También fue asesor del Secretariado para el Patrimonio Cultural de la Iglesia, de la Conferencia Episcopal Española. Perteneció al consejo de redacción de la revista Instituciones Europeas y del Boletín de la Asociación de Nacional de Canonistas.

## Obras
Fue autor de 45 libros, algunos de ellos traducidos a varios idiomas.

### Autor
1. Moral internacional. Madrid, Dykinson, 2013
2. Derecho Eclesiástico Internacional. Granada, Comares y Madrid, Universidad Comillas, 2012
3. Teología política. Una perspectiva histórica y sistemática. Valencia, Tirant lo Blanc, 2011
4. Derecho Internacional Concordatario. Madrid, B.A.C., 2009
5. ¿Qué casa común europea edificar? El pensamiento de Juan Pablo II. Madrid, Universidad Francisco de Vitoria, 2009
6. Confesiones religiosas y Estado Español, Régimen jurídico. Madrid, B.A.C., 2007
7. Los Concordatos en el Pontificado de Juan Pablo II. Lisboa, Universidade Católica Portuguesa, 2004
8. La relación entre la Iglesia y la Comunidad política. Madrid, B.A.C., 2003
9. Acuerdos España-Santa Sede' (1976-1994). Madrid, B.A.C., 1999
10. Iglesia y Estado en la República Federal Alemana (El caso del Gran Berlín). Madrid, Ministerio de Justicia, 1993
11. El gran Berlín: Iglesia y Estado: su régimen de Protocolos y Acuerdos con la Iglesia Católica.  Salamanca, Universidad Pontificia, 1993
12. Iglesia y Estado en la República Federal Alemana (El caso del Gran Berlín). Madrid, Ministerio de Justicia, Documentación Jurídica, 1992, n.73
13. LX Aniversario del Estado de la Ciudad del Vaticano, La garantía territorial-estatal de la soberanía espiritual de la S. Sede /Madrid. Madrid, Ed. Universidad Comillas,  1989
14. Relaciones entre la Iglesia y el Estado, (con J. Gz. y Mz. de CARVAJAL). Madrid, Facultad de CC.  Políticas y Sociología, 1976
15. La Libertad religiosa en la Comunidad Europea. Estudio comparado.  Madrid, Edit.  Instituto de Estudios Políticos, 1973
16. Salvación en la Iglesia. Principios teológico-jurídicos a la luz del Vaticano II. Lección inaugural del curso académico 1968-69 de la Universidad Pontificia Comillas, Madrid, 1968
17. La Noción metafísica del Derecho en el Código de Derecho Canónico.  Excerpta ex dissertatione ad lauream in Facultate luris Canonici Pontificiae Universitatis Gregorianae, Madrid, Universidad de Comillas, 1962

### Coautor, codirector y traductor
1. CORRAL, C. y URTEAGA, J.M. (dirs.), Diccionario de Derecho Canónico. Madrid, Tecnos, 2000, en imprenta 2ª ed.
2. CORRAL, C. y URTEAGA, J. M. (dirs.), Dicionário de Direito Canónico. Sao Paulo, Loyola 1997, Versión de J. HORTAL, 2ª ed.
3. CORRAL, C. y PETSCHEN, S., Concordatos vigentes, vol. III. Madrid, F.U.E., 1996
4. CORRAL, Carlos y DIAZ DE CERIO, Franco, La Mediación Internacional de León XIII en el Conflicto sobre las Islas Carolinas (1885). Madrid, Universidad Complutense y Universidad Pontifica Comillas 1993
5. CORRAL, C., DE PAOLIS, V. y GHIRLANDA, G. (a cura di), Nuovo Dizionario di Diritto Canonico. Milano, San Paolo 1993
6. CORRAL, C. y Gz. y Mtz. de CARVAJAL, J. (dirs.), Concordatos vigentes, Versión, Originales e Introducciones. Madrid, Fundación Universitaria Española 1981

### Coautor
1. CORRAL, C. y SANTOS, J.L., Acuerdos entre la Santa Sede y los Estados. Madrid, BAC, 2006
2. CORRAL, C. y ALDANONDO, I., Código del  Patrimonio Cultural de la Iglesia. Madrid, EDICE,  2001
3. CORRAL, C. y González Rivas, J.J., Código internacional de Derechos Humanos. Madrid, Colex, 1997
4. Freiher von CAMPENHAUSEN, DÜTZ, W. y CORRAL, C., Arbeitsrecht in der Kirche (Essener Gespräche zum Thema Staat und Kirche 18. Münster, Aschendorf, edit. por MARRÉ, H. y STUTTING, J., 1984
5. Mons. INNOCENTI, A., CORRAL, C., y CARVAJAL, J.Gz. y Mz. de, Universal vigencia de los Convenios Iglesia-Estado. Madrid, Fundación Universitaria Española, 1982)
6. CORRAL, C., DIEGO,  Car. de, y ECHEVARRÍA, L., El nuevo sistema matrimonial y el Divorcio. Observaciones de tres juristas. Madrid, P.P.C., 1981)

### Codirector y colaborador
1. CORRAL, C. y GIL, E. (eds.), Israel, Jerusalén e Iglesia Católica. Madrid, UPCO, 1999
2. CORRAL, C. (ed.), Los Fundamentalismos Religiosos, hoy, en las relaciones internacionales. Madrid, UPCO, 1994. Capítulos I y VII
3. CORRAL, C. (ed.) La Construcción de la casa común europea. La perspectiva y aportación de la Iglesia. Madrid, UPCO, 1993. Capítulos II, III, VI y VIII
4. CORRAL, C. (ed.), La Libertad religiosa, hoy, en España. Madrid, Universidad Pontificia Comillas, 1991. Capítulos  VI y VII
5. CORRAL, C. y LIST, J. (ed.), Constitución y Acuerdos Iglesia-Estado. Acta del II Simposio Hispano-Alemán. Madrid, Universidad Comillas, 1988. Capítulo  XIV
6. CORRAL, C. (ed.) La asignación tributaria para fines religiosos. Madrid, Universidad Pontificia Comillas, 1988. Capítulos  V y VI
7. CORRAL y URTEAGA (ed.) La Iglesia Española y la integración de España en la Comunidad Europea, Cuestiones selectas de Derecho Comparado.  Madrid, Universidad Comillas, 1986. Capítulo  VIII
8. CORRAL, C. et alii, Sociedad religiosa y sociedad civil. Compromiso recíproco al servicio del Hombre y Bien del País. Dirigido por la CONFERENCIA EPISCOPAL de MÉXICO, (México, Librería Claveria, 1985. Temas del I al VII
9. CORRAL, C. y ECHEVERRIA, L. de (dir.), Los acuerdos entre la Iglesia y España. Madrid, B.A.C., 1980. Capítulos IV, XIV, XXVI y XXIX
10. CARVAJAL, J. G. M. y CORRAL, C. (dir.), Iglesia y Estado en España. Régimen jurídico de sus relaciones. Madrid, Rioduero, 1980.  Capítulos II y IX
11. CORRAL, C. y URTEAGA, J.M. (ed.), Problemas entre la Iglesia y Estado. Derecho Comparado. Madrid, 1978. Presentación, Capítulo V y Documentación
12. CORRAL, C. y CARVAJAL, J. G. M., Relaciones de la Iglesia y el Estado. Madrid, Facultad de Ciencias Políticas, Universidad Complutense, 1976

### Coordinador y colaborador
1. CORRAL C. et alii, La Iglesia en España sin Concordato. Una hipótesis de trabajo. Madrid, 1977. Capítulos I y II
2. CORRAL, J.M. DIEZ-ALEGRIA, J.M. FONDEVILA, M. GARCIA, J. L. de PRADO, L. VELA, Vaticano H, La libertad religiosa. Análisis de la declaración Dignitatis Humanae. Madrid, ed. Razón y Fe 1968. Prólogo, Análisis Político, Implicaciones jurídico-positivas, Bibliografía

### Coorganizador y colaborador
1. CORRAL, C., AISA et alii, Cuestiones matrimoniales y canónicas: TEMÁTICA actual. Madrid, Universidad Pontificia Comillas, 1976
2. CORRAL, C. et alii, Constitución y Relaciones Iglesia-Estado en la actualidad.  Actas del I Simposio hispano-alemán. Salamanca, Universidad Pontificia, 1978. Prólogo y La regulación bilateral como sistema normativo de las cuestiones religiosas